# Good Evening New York City
Good Evening New York City è un doppio album dal vivo dell'ex-Beatle Paul McCartney, che contiene materiale eseguito dal vivo in tre sere diverse (17, 18 e 21 luglio 2009) per il concerto inaugurale del Citi Field di New York. Questo album è il terzo di McCartney con l'etichetta Hear Music, dopo Memory Almost Full e l'EP Amoeba's Secret.

## Contenuto
Il concerto contenuto nell'edizione standard è stato diretto da Paul Becher, che ha supervisionato live per McCartney più di 200 volte. Il concerto fu registrato in HD, usando 15 videocamere e materiale digitale filmato da 75 camere portatili date ai fan nel corso delle tre serate. Il mix audio, sia stereo che 5.1, fu diretto dall'ex ingegnere dei Beatles, Geoff Emerick, e anche da Paul Hicks che lavora da lungo tempo con McCartney, i cui crediti includono The Beatles Anthology e Let It Be... Naked e due Grammy Award per il suo lavoro di missaggio in Love.
I concerti documentati hanno uno speciale significato per McCartney e i suoi fan, poiché il City Field si erge di fianco al vecchio Shea Stadium, dove i Beatles fecero il record di incassi e di presenze nel 1965. Nel 2008 McCartney raggiunse Billy Joel sul palco per l'ultimo show allo Shea Stadium prima della sua demolizione. Joel ricambiò il favore alla prima delle tre apparizioni di McCartney a luglio, il primo concerto mai tenuto al City Field.
Le tracce Sing the Changes, Jet e Band on the Run eseguite live e incluse in quest'album, furono pubblicate come un pacchetto da tre tracce per il videogioco Rock Band il 5 gennaio 2010.

## Cofanetti
Il disco è stato venduto in due formati: uno (standard) includeva 3 dischi (2 CD + 1 DVD) l'altro (deluxe) 4 (2 CD + 2 DVD), nel quale è stato aggiunto il DVD con la performance di McCartney all'Ed Sullivan Theater il 15 luglio. Il set sarà anche pubblicato in LP.

## Tracce

### CD 1
Tutti i brani di Paul McCartney, tranne dove indicato.
1. Drive My Car (John Lennon, Paul McCartney) 2:25
2. Jet (McCartney, Linda McCartney) 4:20
3. Only Mama Knows 3:41
4. Flaming Pie 2:29
5. Got to Get You into My Life (Lennon, McCartney) 2:51
6. Let Me Roll It (con la fine di Foxy Lady) (McCartney, McCartney, Jimi Hendrix per Foxy Lady) 5:51
7. Highway 3:55
8. The Long and Winding Road (Lennon, McCartney) 3:41
9. My Love (McCartney, McCartney) 3:53
10. Blackbird (Lennon, McCartney) 2:43
11. Here Today 2:32
12. Dance Tonight 3:02
13. Calico Skies 2:39
14. Mrs Vandebilt (McCartney, McCartney) 4:40
15. Eleanor Rigby (Lennon, McCartney) 2:25
16. Sing the Changes 4:17
17. Band on the Run (McCartney, McCartney) 5:16

Durata totale: 60:34

### CD 2
Tutti i brani di Lennon/McCartney, tranne dove indicato.
1. Back in the U.S.S.R. 3:08
2. I'm Down 2:23
3. Something (George Harrison) 4:07
4. I've Got a Feeling 5:51
5. Paperback Writer 3:29
6. A Day in the Life / Give Peace a Chance 5:44
7. Let It Be 3:55
8. Live and Let Die (Paul McCartney, Linda McCartney) 3:14
9. Hey Jude 7:23
10. Day Tripper 3:12
11. Lady Madonna 2:33
12. I Saw Her Standing There (con Billy Joel) 3:09
13. Yesterday 2:17
14. Helter Skelter 3:53
15. Get Back 4:00
16. Sgt. Pepper's Lonely Hearts Club Band (Reprise) / The End 4:28

Durata totale: 62:37

## Formazione
- Paul McCartney - voce, basso, chitarra, pianoforte
- Brian Ray - basso, chitarra
- Abe Laboriel jr. - batteria
- Rusty Anderson - chitarra
- Paul Wickens - tastiere

### Ospiti
- Billy Joel - pianoforte e cori in I saw her standing there